# Six Jours de Delhi
Les Six Jours de Delhi (Six days of Delhi en anglais) sont une course cycliste de six jours disputée en 1974, à Delhi (en) au Canada.

## Palmarès
| Année | Vainqueur                            | Deuxième                    | Troisième                  |
| ----- | ------------------------------------ | --------------------------- | -------------------------- |
| 1974  | Giorgio Morbiato Alberto Della Torre | Eddy Demedts Norbert Seeuws | Klaus Bugdahl Bernd Rasing |